# (12216) 1981 WF9
(12216) 1981 WF9 est un astéroïde de la ceinture principale d'astéroïdes découvert en 1981.

## Description
(12216) 1981 WF9 a été découvert le 16 novembre 1981 à Bickley en Australie-Occidentale par l'Observatoire de Perth.

### Caractéristiques orbitales
L'orbite de cet astéroïde est caractérisée par un demi-grand axe de 2,34 UA, un périhélie de 2,02 UA, une excentricité de 0,14 et une inclinaison de 6,25° par rapport à l'écliptique. Du fait de ces caractéristiques, à savoir un demi-grand axe compris entre 2 et 3,2 UA et un périhélie supérieur à 1,666 UA, il est classé, selon la JPL Small-Body Database, comme objet de la ceinture principale d'astéroïdes.

### Caractéristiques physiques
(12216) 1981 WF9 a une magnitude absolue (H) de 14,6 et un albédo estimé à 0,341.